# Kantlia
Kantlia é uma vila no distrito de Haora, no estado indiano de Bengala Ocidental.

## Demografia
Segundo o censo de 2001, Kantlia tinha uma população de 7371 habitantes. Os indivíduos do sexo masculino constituem 52% da população e os do sexo feminino 48%. Kantlia tem uma taxa de literacia de 67%, superior à média nacional de 59,5%: a literacia no sexo masculino é de 73% e no sexo feminino é de 61%. Em Kantlia, 13% da população está abaixo dos 6 anos de idade.